# Glenea flavicapilla
Glenea flavicapilla là một loài bọ cánh cứng trong họ Cerambycidae.